# Ямбухтино (Тетюшский район)
Ямбухтино (тат. Ямбакты) — деревня в Тетюшском районе Республики Татарстан России. Административный центр Льяшевского сельского поселения.

## География
Деревня находится в юго-западной части Татарстана, в зоне хвойно-широколиственных лесов, в пределах восточной окраины Приволжской возвышенности, на берегах реки Улёмы, к востоку от автодороги 16К-0369, на расстоянии примерно 14 километров (по прямой) к северо-западу от города Тетюши, административного центра района.

### Климат
Климат характеризуются как умеренно континентальный, с умеренно холодной продолжительной зимой и относительно жарким летом. Среднегодовая температура воздуха составляет 2,9 °С. Средняя температура воздуха самого холодного месяца (января) — −13,5 °C (абсолютный минимум — −36 °C); самого тёплого месяца (июля) — 19,4 °C (абсолютный максимум — 44 °C). Безморозный период длится 136 дней. Среднегодовое количество атмосферных осадков составляет 486 мм, из которых около 326 мм выпадает в период с апреля по октябрь.

### Часовой пояс
Деревня Ямбухтино, как и весь Татарстан, находится в часовой зоне МСК (московское время). Смещение применяемого времени относительно UTC составляет +3:00.

## История
Известна с периода существования Казанского ханства. В различных дореволюционных источниках также упоминается как Янбохтино или Янбухтина. До отмены крепостного права жители относились к категории помещичьих крестьян. В начале XX века действовали Троицкая православная церковь (построена в 1735—1741 годах; памятник архитектуры), церковно-приходская и земская школы, одна водяная и три ветряные мельницы, одна казённая винная и пять мелочных лавок.

## Население
Население деревни Ямбухтино в 2012 году составляло 88 человек.
| 1859 | 1908 | 1920 | 1926 | 1938 | 1949 | 1958 | 1970 | 1979 | 1989 | 2002 | 2012 |
| ---- | ---- | ---- | ---- | ---- | ---- | ---- | ---- | ---- | ---- | ---- | ---- |
| 1017 | 1336 | 1375 | 1081 | 999  | 594  | 412  | 326  | 247  | 160  | 141  | 88   |

### Национальный состав
Согласно результатам переписи 2002 года, в национальной структуре населения русские составляли 87 %.